# Петроглифы Дардамты
«Петроглифы Дардамты (Алматинская область)»

## Исторические события
Небольшое скопление петроглифов в ущелье Дардамты обнаружен и изучен в 1885 г. востоковедом и археологом-любителем Н. Н. Пантусовым, старшим чиновником особых поручений при военном губернаторе Семиреченской области, который в 1882 г. входил в состав Комитета по передаче Китаю Кульджинского края и занимался вопросами размещения на территории Илийской долины переселившихся из Китая уйгуров. Помимо описания петроглифов в Дардамты, представленного в Императорскую Археологическую комиссию в 1886 г., Н. Н. Пантусов приложил карандашный рисунок, сделанный с натуры и довольно точно воспроизводящий одну из известных композиций петроглифов этого местонахождения. В своей записке он сообщает: «В Джаркентском участке в горах между таранчинскими селениями Дулату и Дардамту находятся на скалах изображения животных и людей. Рисунок этих животных, где фигуры уменьшены раз в тридцать, при этом прилагаю. Изображения как будто вытравлены на совершенно отвесных скалах темно-коричневого плитняка. Всех их насчитывается до 300. Они различных величин, но почти все имеют одинаковую позу. Окрестные жители не знают происхождения этих изображений и не могут передать никаких легенд. Н. Пантусов. г. Верный, 1886 г.». В 1960-е гг. петроглифы Дардамты обследованы С. и А. Аманжоловыми, занимавшимися поисками памятников рунической письменности в северных предгорьях хребта Кетмень. В наши дни те же местонахождения наскальных рисунков привлекли внимание М. Найманбаева, опубликовавшего в Интернете заметку об их местонахождении с целью привлечь внимание археологов и организаторов туризма. Вслед за этой публикацией ущелье у с. Дардамты и петроглифы исследованы в 2014 г. известным археологом А. Н. Марьяшевым. Скопление петроглифов в Дардамты является самым восточным памятником наскального искусства Семиречья, обнаруженных в настоящее время в предгорьях Северного Тянь-Шаня.

## Описание памятника
В долине Дардамты известно много памятников разных исторических эпох. В устье ущелья, к югу от села, на обоих берегах долины на террасах расположены курганные могильники древних кочевников. Еще один крупный могильник, состоящий из 10-12 курганов, выстроенных в цепочку вдоль края террасы, находится на правом берегу реки вблизи переезда на левый берег. Местонахождение петроглифов отмечено руинами крупного поселения, расположенного у подножия скал с рисунками, ориентированными на юг. Насчитывается не менее 5 округлых каменных сооружений, представляющих собой разрушенные жилища и хозяйственные постройки. На поверхности встречается керамика раннего железного века и средневековья. Вертикальные скалы над стоянкой украшены композициями петроглифов, датирующихся преимущественно тюркским временем, изображения оленей, козлов, верблюдов, сцены охоты на животных. Выше фигуры одного из оленей на скале выбиты один под другим два знака тибетского или ойратского письма, которые могут датироваться XVII—XVIII вв. и относится к периоду Джунгарского ханства, кочевая ставка правителей которого находилась на левобережье р. Или. Памятник репрезентативен как местонахождение средневековых петроглифов с большим количеством выразительных сюжетов и образов.

## Местонахождение объекта
Алматинская область, Уйгурский район, в 7 км к югу от с. Дардамты, на левом берегу одноименной долины.